# Třesický rybník
Třesický rybník o rozloze 52,7 ha se nalézá asi 1 km jižně od centra obce Kosičky v okrese Hradec Králové.

## Popis
Třesický rybník je mělký rybník na jehož jižním až západním okraji jsou zachovány rozsáhlé rákosiny o rozloze cca 13 ha přecházející v podmáčené louky. Na východní straně rybník sousedí se soustavou 6 násadových rybníků místně nazývaných Požáry (o celkové rozloze 12,5 ha), které jsou stejně jako Třesický rybník napájeny přítokovým kanálem, vedeným z říčky Bystřice. V okolí rybníka na východě a západě se nacházejí zatopené stěrkopískovny (Třesické písníky, Obědovické písníky). 
Třesický rybník je jednou z nejvýznamnějších ornitologických lokalit v Královéhradeckém kraji. Na lokalitě bylo doposud zjištěno 211 druhů ptáků, z toho zde hnízdí 99 druhů. Nejcennější jsou zachovalé rozsáhlé rákosiny a na ně vázaná ptačí společenstva.

## Historie
Třesický rybník je jeden z mála zachovaných velkých rybníků z bývalé rozsáhlé Chlumecké rybniční soustavy, která v době svého největšího rozkvětu čítala 193 rybníků vybudovaných v průběhu 15. až 16. století oblasti povodí řek Cidliny a Bystřice. Byl vybudován již před rokem 1467. V současnosti je nejstarším zachovalým rybníkem z této rybniční soustavy.

## Galerie

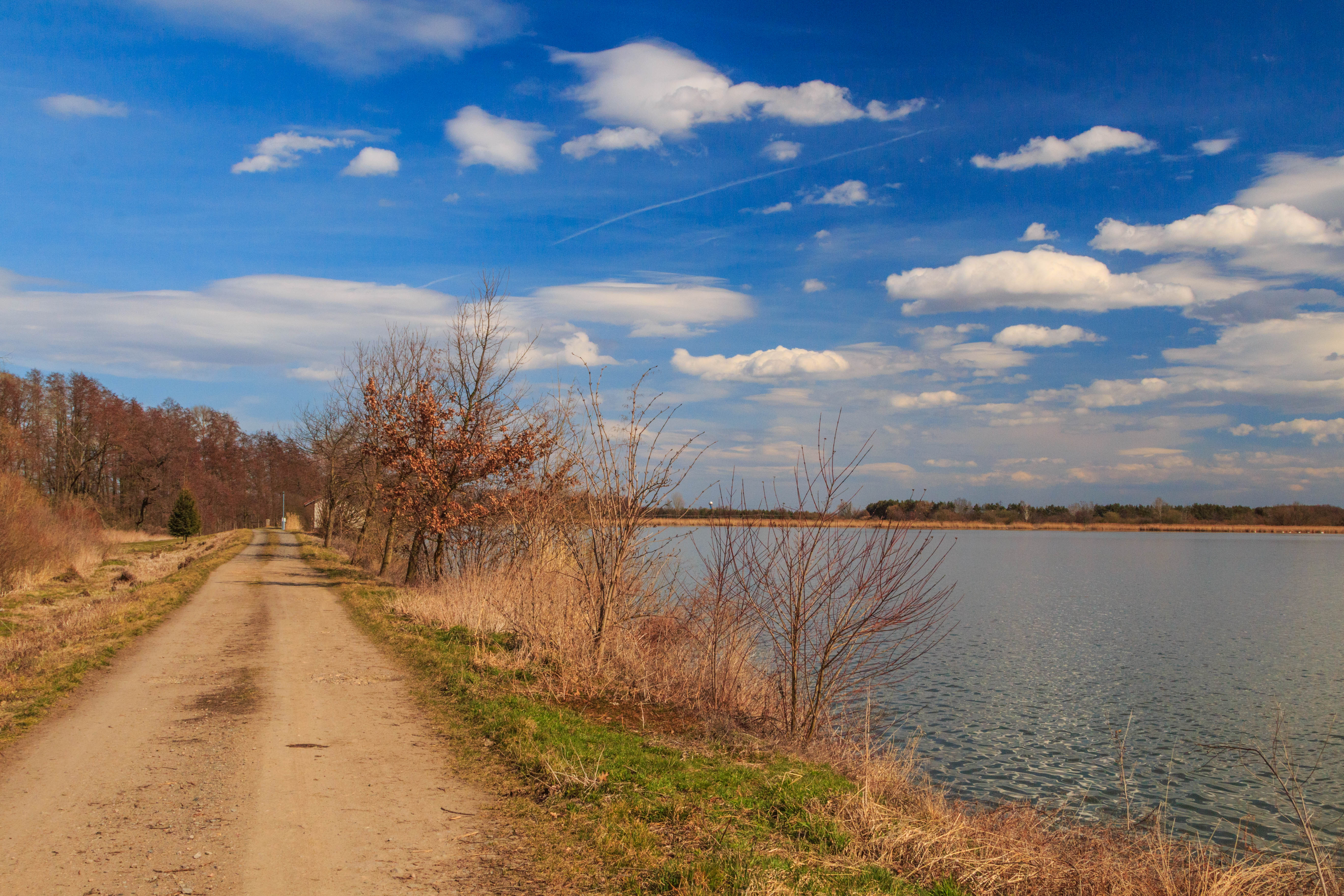
Pohled z hráze na Třesický rybník
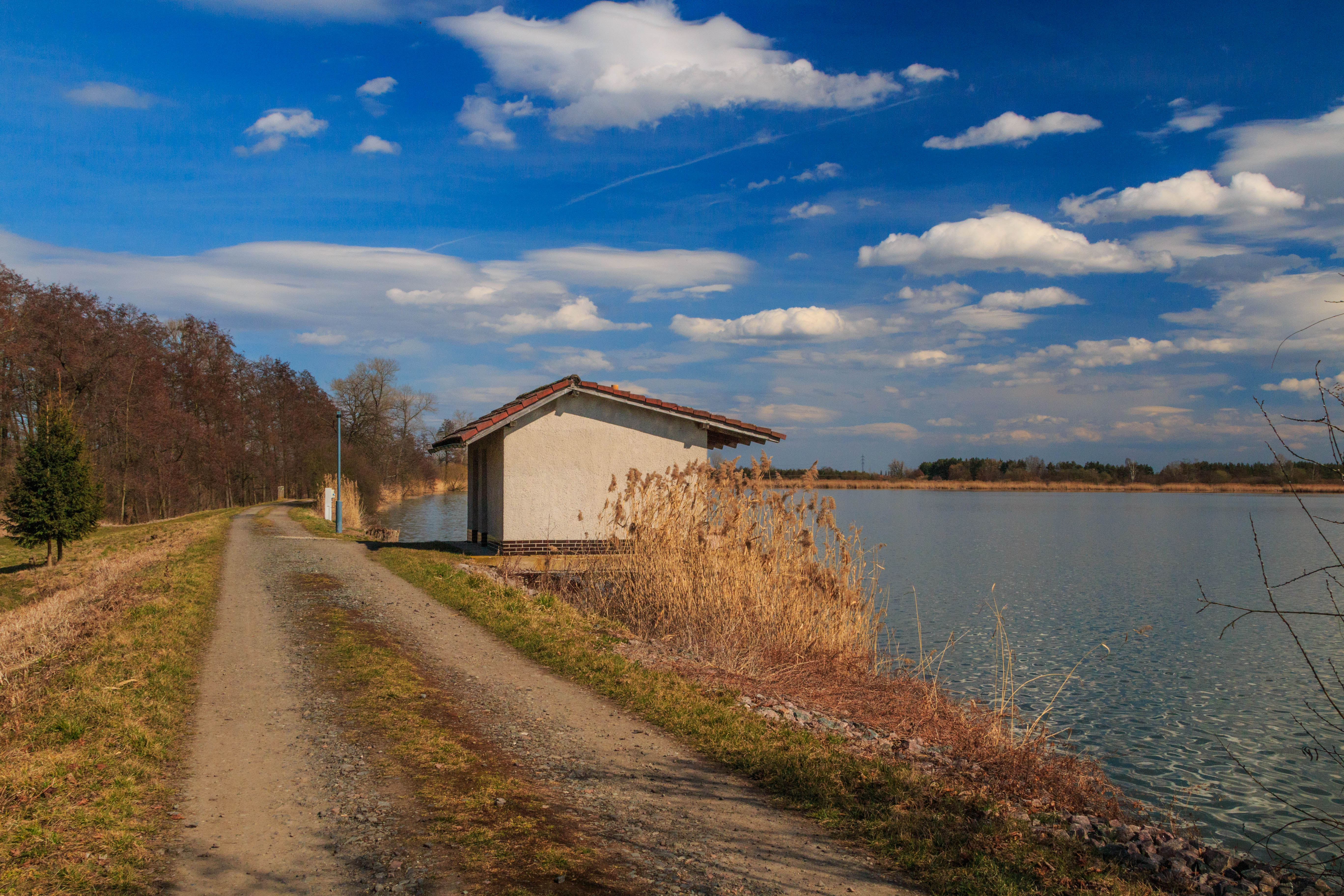
Pohled z hráze na Třesický rybník
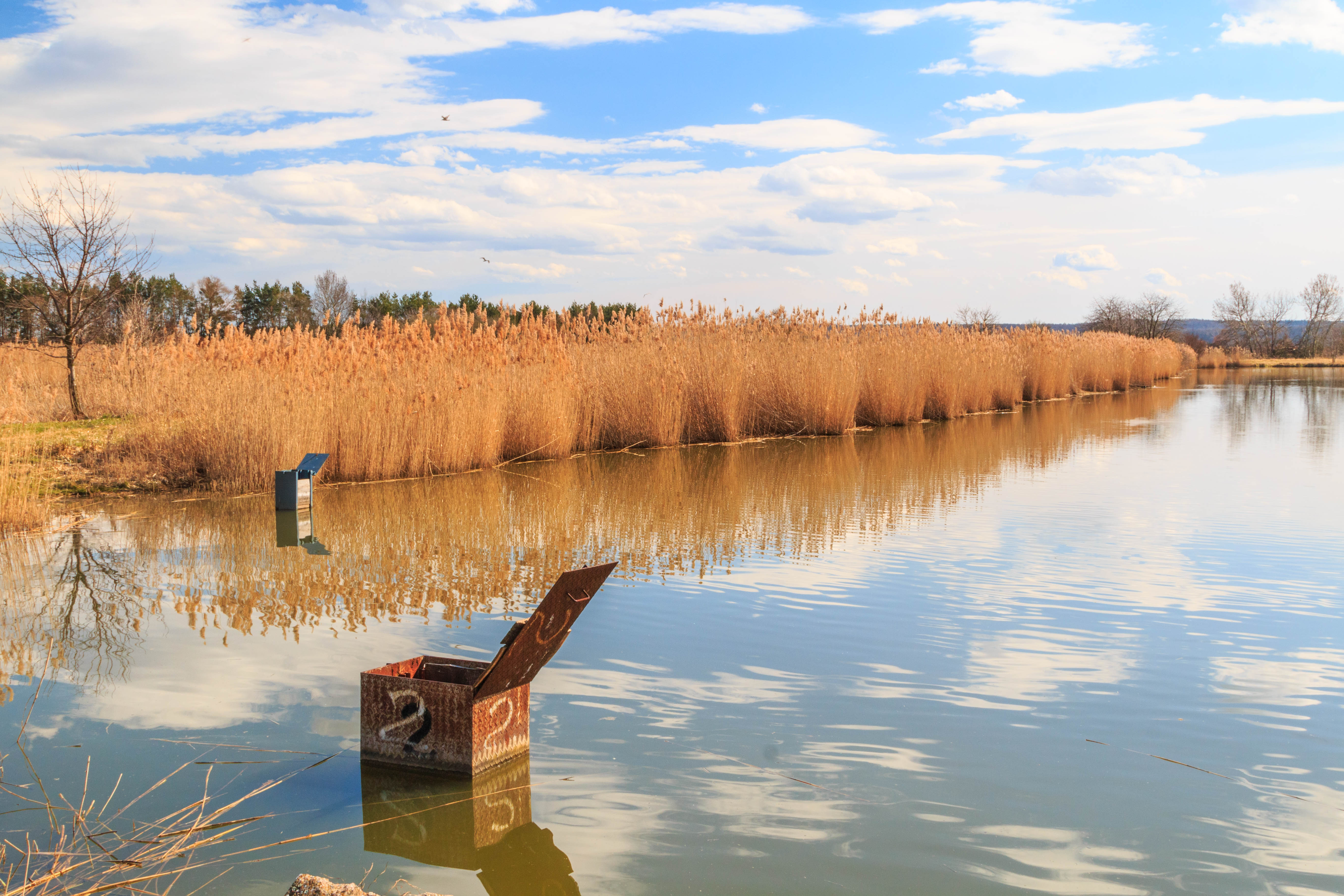
Pohled na násadové rybníčky u Třesického rybníka
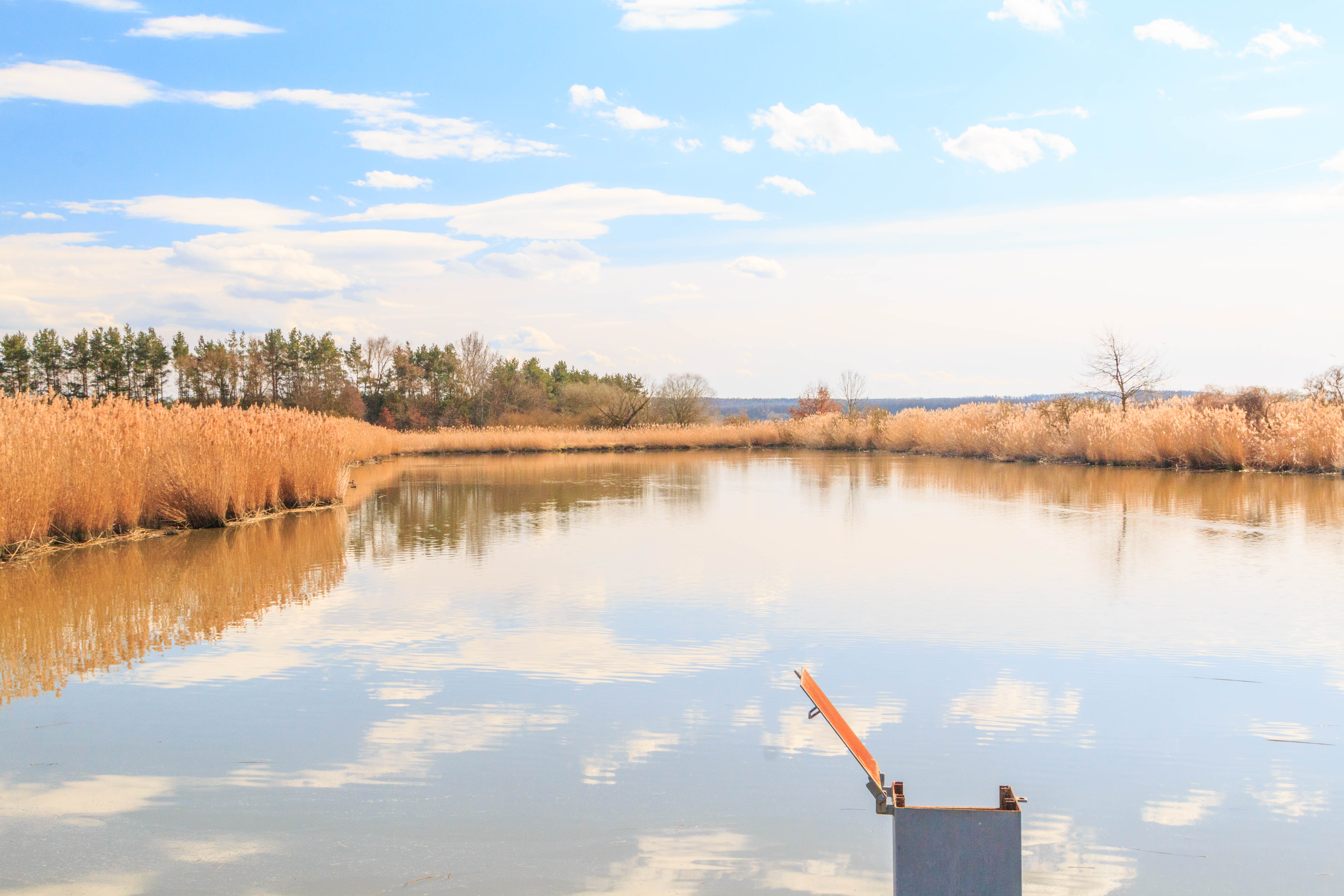
Pohled na násadové rybníčky u Třesického rybníka